# Szabla wz. 1976

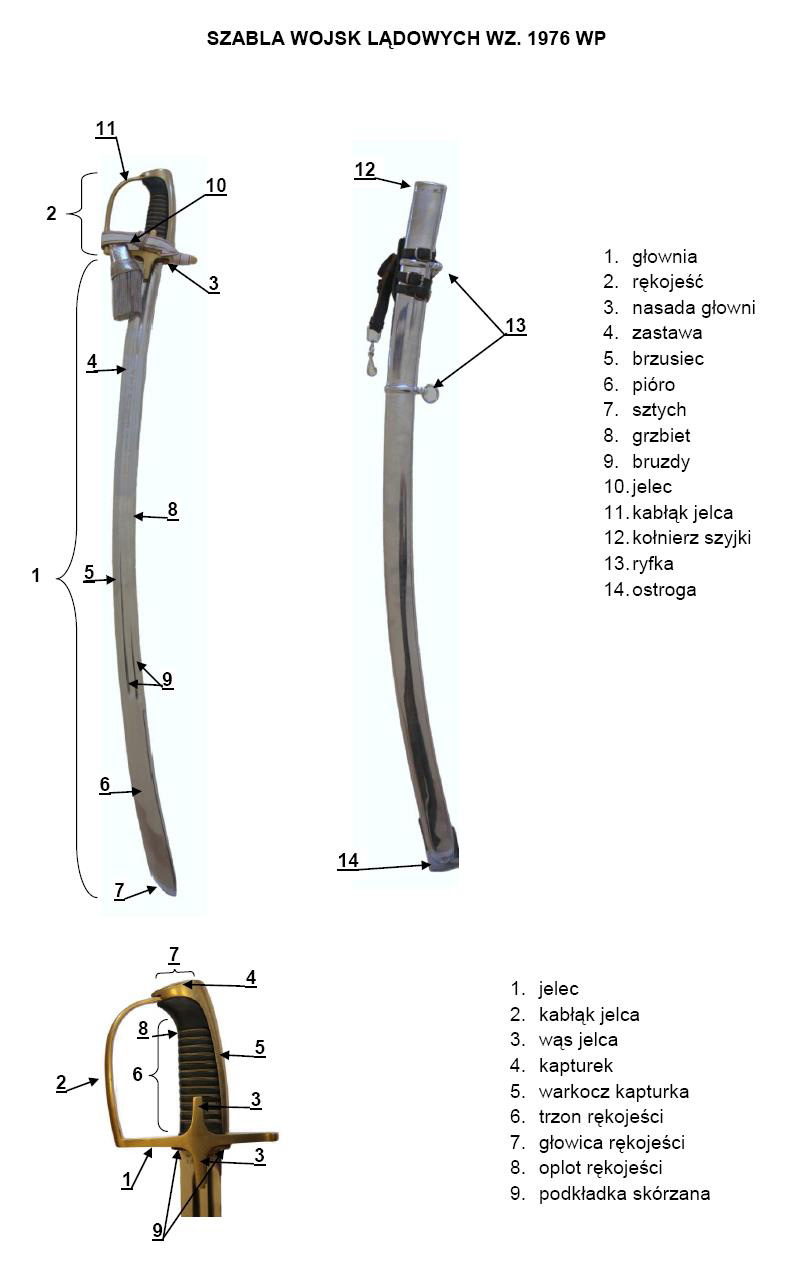
Szabla wojsk lądowych wz. 1976

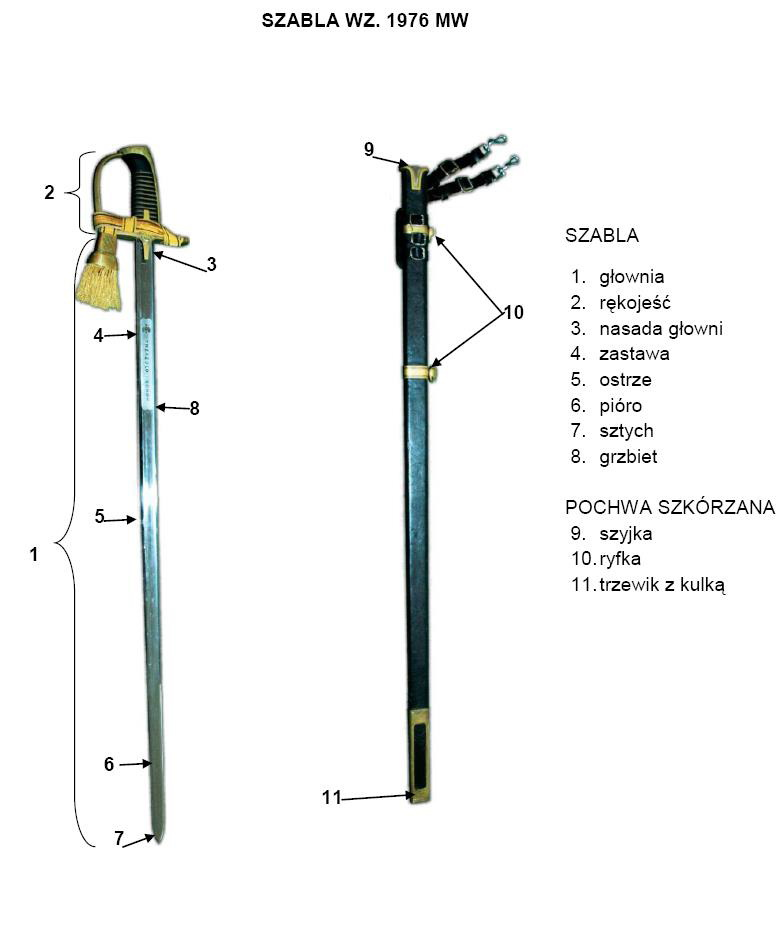
Szabla wz. 1976 MW

Szabla wz. 1976 – szabla paradna używana w Wojsku Polskim. Wprowadzona na wyposażenie zarządzeniem ministra obrony narodowej nr 51 z 16 października 1981.

## Opis szabli

### Szabla wz. 1976 WP
Rękojeść zamknięta, z jelcem mosiężnym pozłacanym, jednokabłąkowym, załamanym u dołu pod kątem lekko rozwartym. Kabłąk wypukły, zwężający się ku górze. Wąsy o prosto ściętych końcach. Tylne ramię jelca proste, zakończone wachlarzowatym rozszerzeniem. Głowica lekko pochylona ku przodowi, z kapturkiem o kształcie migdała. Uchwyt obciągnięty czarną chromową skórą, nacięty w 12 karbów. Oplot z potrójnego mosiężnego filigranu. Pochwa chromowana, z dwiema ryfkami o ruchomych kółkach nośnych. Ostroga w obrysie prostokątna, z nieco dłuższym przednim ramieniem. Głownia szlifowana w dwie wklęsłe bruzdy. Pióro z młotkiem i przygrzbietowanym sztychem. Na zastawie po stronie zewnętrznej trawiony kartusz z wypukłym napisem HONOR I OJCZYZNA i lekko stylizowanym orłem. Na płazie wewnętrznym zastawy trawiony kartusz z wypukłym napisem MARSZAŁKOWI POLSKI MICHAŁOWI ŻYMIERSKIEMU W 90 ROCZNICĘ URODZIN - 4 WRZEŚNIA 1980 R./ŻOŁNIERZE LUDOWEGO WOJSKA POLSKIEGO. Na grzbiecie na wysokości kartusza wytrawiony napis SZABLA POLSKA PROD.1980 r. – NUMERUS PRIMUS.

### Szabla wz. 1976 MW
Broń będąca w rzeczywistości pałaszem (nie szablą).
Rękojeść zamknięta, z jelcem mosiężnym, jednokabłąkowym. Na krzyżu jelca po stronie zewnętrznej przylutowana kotwica admiralicji na tle Krzyża Grunwaldu. Kabłąk jelca załamany u dołu pod kątem lekko rozwartym. Długość wąsów 64 mm. Tylne ramię jelca proste, wachlarzowato rozszerzone na końcu. Głowica lekko pochylona ku przodowi, z kapturkiem o kształcie migdała. Warkocz kapturka sięga tylnego ramienia jelca. Uchwyt rękojeści drewniany, obciągnięty czarną skórą, nacięty w 11 karbów. Oplot z cienkiego, mosiężnego filigranu. Głownia ze stali polerowanej, prosta, grzbiet z rozszerzeniem, sztych centryczny. Na zewnętrznym płazie trawiony kartusz o matowym tle z wypukłym napisem: HONOR I OJCZYZNA i orłem. Pochwa drewniana oklejona czarną chromową skórą, z czterema okuciami z mosiądzu. Kołnierz szyjki z gniazdami na wąsy jelca. Ryfka górna z płaskiego pierścienia, kółko nośne ruchome. Ryfka dolna identyczna. Trzewik długości 128 mm zakończony kulką.

Długość w pochwie 968 mm, bez pochwy 947 mm. Ciężar w pochwie 810 g, bez pochwy 640 g.